# Epicauta mimetica
Epicauta mimetica är en skalbaggsart som först beskrevs av Horn 1875.  Epicauta mimetica ingår i släktet Epicauta och familjen oljebaggar. Inga underarter finns listade i Catalogue of Life.